# Villa du Lac du Castor
 (mars 2022).
La villa du Lac du Castor est une villa située sur un terrain de plusieurs hectares, dans la municipalité Grandes-Piles, au Nord de Shawinigan, en Mauricie, dans la province canadienne de Québec. Il s'agit d'une œuvre représentative du travail de l'architecte québécois Pierre Thibault (Résidence les Abouts, Abbaye cistercienne de Saint-Jean-de-Matha, Jardin d'Hiver). La Villa du Lac du Castor est la première résidence privée conçue par l'architecte. Ce dernier s'est fait connaître pour son travail sur le thème de la réconciliation entre le design et l'environnement et pour sa sensibilité face aux milieux naturels. Commanditée par un couple montréalais, amoureux de plein air, la villa du Lac Castor a pris trois ans à être réalisée, soit de 1998 à 2001. Cette résidence secondaire se veut, avant tout, un refuge loin de la ville et du quotidien.

## Inspirations
La villa du Lac du Castor est inspirée des allées et venues des castors entourant son site. Leur barrage ayant fait monter le niveau l'eau, on retrouve de nombreux arbres aux racines immergées et dénudés de feuilles en abord du lac. Ce sont ces arbres qui inspirèrent les colonnes de bouleau caractéristiques de la villa. L'aménagement intérieur du barrage servit aussi d'inspiration tout au long du processus créatif de cette résidence.
Le design de la villa fut influencé par l'architecture traditionnelle scandinave et québécoise. La Villa est aussi souvent comparée à la villa Tugendhat de Mies van der Rohe, à Fallingwater de Frank Lloyd Wright et à la villa Savoye de Le Corbusier. Il s'agit à la fois d'une modernisation de la cabane de bois rond traditionnelle et d'une transposition en sol québécois du schéma de la villa classique.
Le design de cette réalisation architecturale est orienté sur les caractéristiques environnementales de son site. C'est par l'aspect brut et le fini naturel de ses matériaux, ainsi que par la multiplication des éléments se rapportant au lexique de la forêt que la villa réussit à proposer à ses visiteurs une vision cohérente du rapport entre le bâti et le naturel.

## Éléments du bâti
La Villa du Lac Castor est divisée en quatre blocs d'habitation, tous possédant une fonction qui leur est propre. Ces blocs sont, pour leur part, alignés le long d'un couloir. « Cet axe de circulation constitue une véritable colonne vertébrale pour le projet, liant les pièces et soulignant la continuité entre l'intérieur et l'extérieur ». On y retrouve de nombreuses colonnes dont l'inclinaison et la similitude esthétique avec les arbres qui entourent le bâtiment, rappellent une balade en forêt. Ce sont ces mêmes colonnes qui se voient reprises à l'extérieur, où elles viennent soutenir les différents toits du bâtiment. Pierre Thibault a réussi à établir un jeu de références et de ressemblances, au point où on en vient à confondre les éléments « intérieur et extérieur », mais également les éléments « nature et bâti ».
On observe que les quatre blocs d'habitations sont orientés en direction sud-est. Ainsi, toutes les pièces possèdent un accès visuel au lac. De plus, les immenses murs de verre, qui viennent délimiter la façade sud-est le la villa, permettent un éclairage optimal. « Les quatre toitures, quant à elles, sont employées comme de grandes ombrelles dosant les rayons de soleil entrant dans la villa. »Ces différentes toitures donnent l'impression d'être déposées sur les différentes boîtes que formes les blocs d'habitations. L'axe de liaison entre les blocs (la colonne vertébrale rappelant une promenade en forêt) se trouve sur la façade nord-ouest et n'entre donc pas en conflit avec l'appréciation du paysage. La villa du Lac Castor comprend trois chambres, un bureau, une salle de séjour, une cuisine, une salle à manger, un garage double ainsi que deux salles de bains, le tout divisé sur deux étages et étalé sur 400 m2. C'est le designer québécois René Desjardins qui a hérité du projet de décoration pour cette habitation.

## Matériaux
Le revêtement extérieur de la villa du Lac du Castor fut réalisé en thuya occidental du Québec, une essence locale. Ce bois fut choisi pour ses caractéristiques imputrescibles et ses propriétés esthétiques. C'est la compagnie Mobilier Rustique inc. qui hérita de la réalisation. L'entrepreneur Réjean Désilets est responsable de la construction. Il s'agit d'un revêtement extérieur peu courant au Québec, puisque le climat tend à y faire grisailler le bois.
Les murs intérieurs sont, eux aussi, fait de cèdre, ce qui fait en sorte que l'odeur particulière de ce bois se retrouve partout dans la résidence. Les planchers sont faits de frêne teint et les plafonds de pin blanc de l'est.

## Prix et décorations
Le projet de la villa du Lac du Castor a remporté le Prix d'excellence 2000 de l'Ordre des architectes du Québec, Catégorie résidence unifamiliale.[réf. souhaitée]